# Epelis wolfiaria
Epelis wolfiaria är en fjärilsart som beskrevs av Warnecke 1939. Epelis wolfiaria ingår i släktet Epelis och familjen mätare. Inga underarter finns listade i Catalogue of Life.